# 뉴프런티어
뉴 프런티어(New Frontier)는 민주당 후보 시절 1960년 7월 15일에 미국 제35대 대통령 존 F. 케네디가 행한 대통령 후보 수락 연설에서 주장한 새로운 개척자 정신이자 정책 방침이다.
종래의 군사정책 중심을 바꾸어서 후진국개발과 중립주의에 대한 관용 등 현실적이고 장기적인 정책이었으나 케네디의 급서에 의해서 완성을 보지 못하고 끝났다.
뉴 프런티어는 우리가 구하든 구하지 않든 간에 상관 없이 바로 여기에 있다. 그 프런티어의 이면에는 아직 지도상에 표시조차 되어 있지 않은 과학이라든가 우주의 분야, 아직 해결하지 못한 전쟁과 평화의 문제, 아직 정복하지 못한 무지와 편견의 문제들이 수두룩히 가로놓여 있다. 나는 여러분이 이 새로운 프런티어의 신개척자가 되기를 바라는 것이다. 오늘날 우리들은 미래에 대해서 관심을 기울이지 않으면 안된다. 그것은 세계가 갈수록 변화하기 때문이다. 낡은 세대는 종식을 고하고 있다. 그 낡은 방법이란 벌써 통용되지 않는다. 지금이야말로 새로운 세대의 지도자가 출현할 때다. 새로운 문제, 새로운 기회에 대처하는 새로운 인간상이 출현할 때다.— 존 F. 케네디